# Étienne Blanquet de Rouville
Vous êtes invité à donner votre avis sur cette page de discussion, de manière argumentée en vous aidant notamment des critères d’admissibilité ou en présentant des sources extérieures et sérieuses.  
Après avoir apposé le modèle {{Admissibilité}} sur une page, suivez les étapes expliquées sur Wikipédia:Débat d'admissibilité/Aide :
| 1. | Créez la page de débat d'admissibilité.                                                                      | Sauvegardez d’abord la page pour l’initialiser puis indiquez votre motivation.                      |
| 2. | Important : ajoutez une entrée dans la section Débat d'admissibilité du jour.                                | Utilisez ce texte : *{{L\|Étienne Blanquet de Rouville}}                                            |
| 3. | Pensez à informer les contributeurs principaux de la page et les projets associés lorsque cela est possible. | Utilisez ce texte : {{subst:Avertissement débat d'admissibilité\|Étienne Blanquet de Rouville}}~~~~ |

Pour les articles homonymes, voir Blanquet et Rouville.
Étienne Blanquet de Rouville, né le 18 juin 1768 à Marvejols et mort le 3 novembre 1838, est un prélat français, évêque auxiliaire de Reims.

## Biographie
Étienne Blanquet de Rouville naît le 18 juin 1768 à Marvejols.
Frère de l'amiral Armand Blanquet du Chayla, il suivit ses études à Saint-Sulpice et à Chartres sous la direction de son oncle, vicaire général.
Ordonné prêtre en 1792, il est nommé vicaire de Mende en 1809, puis en 1821 vicaire général de l'évêque de Chartres Jean-Baptiste de Latil. En 1825, il est nommé à Reims,.
Étienne Blanquet de Rouville est évêque auxiliaire de Reims et évêque titulaire de Numidie (de) de 1828 à 1838,. Il est consacré comme tel le 16 mars 1828 Jean-Baptiste de Latil.
Il meurt le 3 novembre 1838.